# Citrus Hills
Citrus Hills és una concentració de població designada pel cens dels Estats Units a l'estat de Florida. Segons el cens del 2000 tenia 4.029 habitants.

## Demografia
Segons el cens del 2000, Citrus Hills tenia 4.029 habitants, 1.783 habitatges, i 1.485 famílies. La densitat de població era de 158,7 habitants per km².
Dels 1.783 habitatges en un 15,1% hi vivien nens de menys de 18 anys, en un 78,4% hi vivien parelles casades, en un 3,4% dones solteres, i en un 16,7% no eren unitats familiars. En el 13,7% dels habitatges hi vivien persones soles el 8% de les quals corresponia a persones de 65 anys o més que vivien soles. El nombre mitjà de persones vivint en cada habitatge era de 2,26 i el nombre mitjà de persones que vivien en cada família era de 2,46.
Per edats la població es repartia de la següent manera: un 13,3% tenia menys de 18 anys, un 2,2% entre 18 i 24, un 13,3% entre 25 i 44, un 36,6% de 45 a 60 i un 34,6% 65 anys o més.
L'edat mediana era de 59 anys. Per cada 100 dones de 18 o més anys hi havia 94,5 homes.
La renda mediana per habitatge era de 48.229 $ i la renda mediana per família de 53.222 $. Els homes tenien una renda mediana de 35.125 $ mentre que les dones 24.875 $. La renda per capita de la població era de 25.753 $. Entorn del 4,3% de les famílies i el 6,5% de la població estaven per davall del llindar de pobresa.

## Poblacions properes
El següent diagrama mostra les poblacions més properes.